# Ruhotina
Ruhotina (en serbe cyrillique : Рухотина) est un village de Bosnie-Herzégovine. Il est situé sur le territoire de la ville de Bijeljina et dans la république serbe de Bosnie. Selon les premiers résultats du recensement bosnien de 2013, il compte 286 habitants.

## Géographie
Le village est situé au bord de la rivière Brezovica.

## Démographie

### Évolution historique de la population dans la localité
| 1948 | 1953 | 1961 | 1971 | 1981 | 1991 | 2013 |
| ---- | ---- | ---- | ---- | ---- | ---- | ---- |
| 441  | 477  | 510  | 519  | 487  | 446  | 286  |

|  |

### Communauté locale
En 1991, Ruhotina faisait partie de la communauté locale de Ruhotina-Johovac qui comptait 784 habitants, répartis de la manière suivante :